# Paraphytoseius santurcensis
Paraphytoseius santurcensis – gatunek roztocza z kohorty żukowców i rodziny Phytoseiidae.
Gatunek ten został opisany w 1965 roku przez Donalda De Leona jako Amblyseius (Paraphytoseius) ho na podstawie 10 okazów z Santurca.
Jasnobiały żukowiec o tarczce grzbietowej u samicy długości 288 μm i szerokości 170 μm, u samca długości 204–230 μm i szerokości 136 μm. Tarczka wentrianalna u samicy długości 105 μm i szerokości 58 μm. Na tarczce grzbietowej obecne wcięcie i 10 par porów. Czwarta para odnóży z dwoma pałeczkowatymi szczecinami na obu kolanach. Spermodaktyl samca o trzonku długości 11, a stopie 6 μm. Szyjka spermateki długości 7 μm.
Roztocz ten podawany był z takich roślin jak ketmia lipowata i łoskotnica pękająca. Wykazany z Portoryka, Trynidadu i brazylijskich stanów: Bahia, Ceará, Maranhão, Pernambuco i São Paulo.